# مجيد أباد (تشناران)
مجيد أباد (بالفارسية: مجیدآباد) هي قرية تقع في قسم تشناران الريفي (مقاطعة تشناران) في إيران.